# Dobré
Dobré település Csehországban, Rychnov nad Kněžnou-i járásban. Dobré Kounov, Bačetín, Deštné v Orlických horách, Podbřezí, Osečnice, Skuhrov nad Bělou, Bílý Újezd és Dobruška településekkel határos. Lakosainak száma 861 fő (2024. január 1.).

## Népesség
A település lakosságának változását az alábbi diagram mutatja:
| Lakosok száma | 1928 | 1999 | 1583 | 1050 | 867  | 832  | 869  | 873  | 849  | 861  |
|               | 1869 | 1890 | 1921 | 1950 | 1980 | 2001 | 2017 | 2019 | 2022 | 2024 |